# Tanklagerexplosion bei Niederstedem
Bei der Tanklagerexplosion bei Niederstedem vom 23. September 1954 kamen durch die Explosion eines mit Flugzeugtreibstoff gefüllten Großtanks 29 Menschen ums Leben. 

## Ablauf des Ereignisses
Im nahe dem Flugplatz Bitburg gelegenen Niederstedem in Rheinland-Pfalz wurde 1954 ein Treibstofflager der NATO errichtet. Insgesamt wurden im Auftrag von Mission des Grands Travaux Aéronautiques (MGTA) durch deutsche Firmen sechs unterirdische Großtanks mit jeweils 5.000 m³ Fassungsvermögen angelegt.
Kurz vor der endgültigen Fertigstellung der Anlage, Tank 1 und 2 waren bereits mit Flugzeugtreibstoff befüllt, fand am 23. September 1954 die Abnahme durch Vertreter der US-Luftstreitkräfte statt. Dabei wurden vor etwa 40 geladenen Gästen, darunter Vertreter der französischen Militärbehörde und Armee, deutsche Sachverständige der Bundesbahn und des RWE sowie Vertreter der beteiligten Baufirmen, die Sicherheitsmaßnahmen für das Tanklager demonstriert. Bei der Vorführung der CO2-Löschanlage von Tank 2 (hierzu hatten sich die Besucher auf das Dach des Tanks begeben) kam es gegen 16 Uhr zu einer Explosion. Durch das Einströmen des Kohlendioxids hatten sich elektrostatische Ladungen aufgebaut und eine elektrostatische Entladung hatte das explosionsfähige Luft-Kraftstoffgemisch im Tank gezündet, wodurch das Tankdach geborsten war. Der Inhalt des in einem 25 Meter hohen Hügel eingebauten Tanks brannte unter starker Hitze-, Rauch- und Rußentwicklung aus. Ein Rauchpilz von mehreren hundert Meter Höhe stand über dem Treibstofflager.

## Nach dem Unglück
Die aus dem Umland herbeigeeilten Feuerwehren und Rettungskräfte konnten 23 Personen nur noch tot bergen. Von den zahlreichen Schwerverletzten verstarben in der Folgezeit sechs weitere. Insgesamt waren somit 29 Tote, 21 Deutsche und 8 Franzosen, zu beklagen. Der Tanklagerbrand konnte von der Feuerwehr erst am nächsten Morgen gegen 4 Uhr endgültig gelöscht werden. Ministerpräsident Peter Altmeier kam noch in der Nacht in das Katastrophengebiet um die Rettungsmaßnahmen zu koordinieren. Er stellte finanzielle Hilfen in Aussicht und setzte eine Untersuchungskommission ein.
Vier Tage später fand in Bitburg eine Trauerfeier für die Toten statt. Das Unglück bewegte viele Menschen im Land, zumal die Explosionskatastrophe in Prüm von 1949 noch nicht lange zurücklag. Das Ereignis löste Diskussionen im rheinland-pfälzischen Landtag und auch im Bundestag über die Sicherheit der militärischen Anlagen der Besatzungsmächte aus.